# Carel Godin de Beaufort
Carel Godin de Beaufort (Nizozemska, 10. travnja 1934.) je bivši nizozemski vozač automobilističkih utrka.

## Rezultati u Formuli 1
| Sezona | Momčad                              | Šasija                      | Motor                                      | Utrke | Pobjede | Podiji | Bodovi | Plasman |
| ------ | ----------------------------------- | --------------------------- | ------------------------------------------ | ----- | ------- | ------ | ------ | ------- |
| 1957.  | Ecurie Maarsbergen                  | Porsche RS550               | Porsche 547/3 1.5 F4                       | 1     | 0       | 0      | 0      | —       |
| 1958.  | Ecurie Maarsbergen                  | Porsche RSK / RS550         | Porsche 547/3 1.5 F4                       | 2     | 0       | 0      | 0      | —       |
| 1959.  | Ecurie Maarsbergen Scuderia Ugolini | Porsche RS550 Maserati 250F | Porsche 547/6 1.5 F4 Maserati 250F1 2.5 L6 | 2     | 0       | 0      | 0      | —       |
| 1960.  | Ecurie Maarsbergen                  | Cooper T51                  | Climax FPF 1.5 L4                          | 1     | 0       | 0      | 0      | —       |
| 1961.  | Ecurie Maarsbergen                  | Porsche 718                 | Porsche 547/3 1.5 F4                       | 6     | 0       | 0      | 0      | —       |